# Kőkorszaki karácsony
A Kőkorszaki karácsony (eredeti cím: A Flintstone Christmas) 1977-ben bemutatott amerikai televíziós rajzfilm, amelyet Charles A. Nichols rendezett. A forgatókönyvet Duane Poole és Dick Robbins írta, a zenéjét Hoyt Curtin szerezte. A tévéfilm a Hanna-Barbera gyártásában készült.
Amerikában 1977. december 7-én az NBC sugározta, Magyarországon az RTL Klub mutatta be 2014. december 25-én.

## Szereplők
| Szereplő                 | Eredeti hang    | Magyar hang     |
| ------------------------ | --------------- | --------------- |
| Kovakövi Frédi           | Henry Corden    | Papp János      |
| Kavicsi Béni             | Mel Blanc       | Kerekes József  |
| Dínó                     | Mel Blanc       | saját hangján   |
| Kovakövi Vilma           | Jean Vander Pyl | Für Anikó       |
| Kovakövi Enikő           | Jean Vander Pyl | Laudon Andrea   |
| Kavicsi Irma             | Gay Autterson   | Orosz Helga     |
| Kavicsi Benőke           | Lucille Bliss   | Straub Martin   |
| Kőkobaki úr              | John Stephenson | Forgács Gábor   |
| Mikulás                  | Hal Smith       | Várkonyi András |
| Mikulás felesége         | Virginia Gregg  | Bókai Mária     |
| Dolgozó, Frédi kollégája | Don Messick     | N/A             |
| Hangutánzó madár         | Don Messick     | N/A             |

## Változás
Charles A. Nichols rendezte a a televíziós rajzfilmet, Duane Poole és Dick Robbins forgatókönyve alapján készült az Frédi eredeti szinkronszerepét Alan Reed halála után Henry Cordennel alakították át.